# 梁靜雯 (有線)
梁靜雯（Leung Ching Man，1981年1月13日—2015年4月8日）是一位香港女记者和主播。

## 生平
她在香港培道中學畢業後，留學美國主修經濟。回港後於2008年起加入有線財經資訊台任職財經記者及財經主播等工作。2015年4月8日在元朗錦綉花園燒炭身亡。

## 主持節目
- 大行報告
- 每日樓市
- 八點有線財經